# 豊中市立第九中学校
豊中市立第九中学校（とよなかしりつ だいきゅうちゅうがっこう）は、大阪府豊中市新千里南町一丁目4番1号にある公立中学校。生徒や近隣住民等からは「九中（きゅうちゅう）」と言う略称で呼ばれている。

## 沿革
- 1970年
  - 3月20日 - 第1期工事竣工（普通教室12、特別教室6）[3]
  - 4月1日 - 豊中市立第八中学校から分離開校。
  - 6月1日 - 校章制定。この日を創立記念日とする[3]
- 1971年
  - 2月15日 - 体育館兼講堂竣工
  - 6月15日 - プール竣工
- 1973年
  - 3月31日 - 第2期工事竣工
  - 9月20日 - 第3期工事竣工
- 1975年6月14日 - 第4期工事竣工
- 1976年1月29日 - 校歌制定
- 1979年4月1日 - 第十五中学校の新設に伴い通学区域変更
- 1982年4月1日 - 従来の校区の一部を、第八中学校校区へ分離編入
- 1993年9月30日 - 校舎大規模改修工事完了
- 1997年7月2日 - エレベーター工事竣工
- 2002年9月1日 - 機械警備開始
- 2007年12月1日 - 校内LAN敷設
- 2005年4月1日 - 従来の第八中学校の校区の一部を編入
- 2013年8月18日 - アメリカサンマティオ市Borel middle schoolと姉妹校提携
- 2017年12月2日 - 防犯用イルミネーション設置[4]
- 2021年
  - 3月26日 - A棟新校舎竣工[5]
  - 7月27日 - 熱中症予防自動販売機設置[6]

## 教育方針
同校では「非常時(コロナ禍を含む)の中の危機管理」と「学校安全の推進と安定(非常時の中の危機管理・災害安全・交通安全)」の2つを軸として以下の取り組みを行っている。
1. しなやかにつよく、つながる力、関わる力を持った生徒の育成。
2. 教教育課程の創意・工夫。「確かな学力」「基礎・基本」の定着を図る(「1人一台タブレット」を有効活用し、授業改善等)。
3. 人権教育・学習指導・生徒指導・進路指導の充実。
4. 学校における個人情報等の適正な取扱いの確保。

## 生徒会活動・部活動など

### 生徒会
生徒会長、副生徒会長、会計、書記2名が前期と後期の二期制で選出される。

### 部活動
部活動は15種類の他に同好会やサークルも存在する。
- テニス部
- サッカー部
- 野球部
- 陸上部
- バスケットボール部
- ハンドボール部
- バレーボール部
- 卓球部
- 剣道部
- 園芸部
- 吹奏楽部
- 家庭科部
- パソコン部
- 美術部
- 放送部
- 書道同好会
- 囲碁将棋同好会
- サークルひこうきぐも

## 通学区域
- 豊中市立新田小学校の通学区域[9]
  - 上新田1-2丁目
- 豊中市立新田南小学校の通学区域[9]
  - 上新田3-4丁目
- 豊中市立西丘小学校の通学区域[9]
  - 新千里西町1-3丁目
- 豊中市立南丘小学校の通学区域[9]
  - 新千里南町1-3丁目

## 交通
- 千里中央駅から南西へ約600ｍ

## 出身者
- 小林千絵 - 歌手
- 矢井田瞳 - 歌手
- 藤井隆 - お笑いタレント
- 立田恭三 - アナウンサー
- 中牧佳南 - シンクロナイズド
- 奥井諒 - サッカー
- KOPERU - 歌手